# 영생

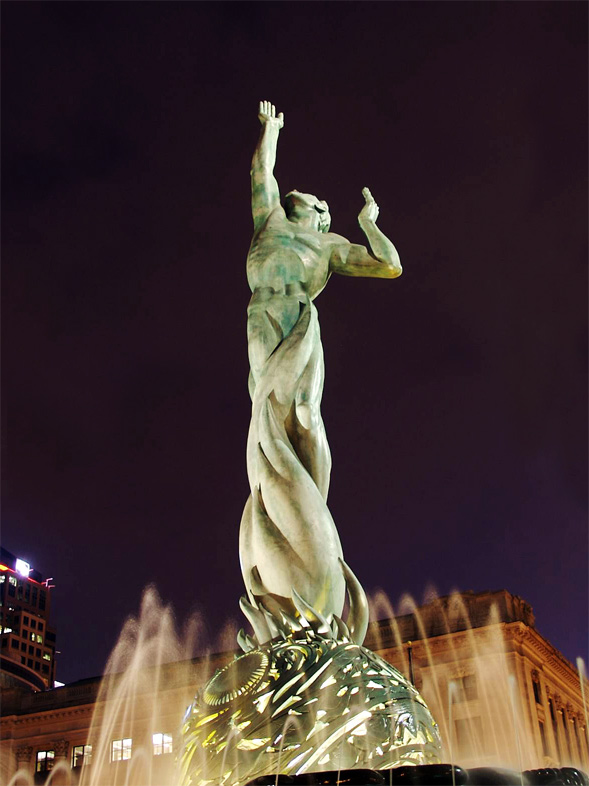
미국 오하이오주 클리블랜드의 「불로불사의 분수」. 남자가 죽음으로부터 부활해, 신과 평화로 향하는 모습을 상징한다.

영생(永生)은 영원히 죽지 않는 것을 말한다. 특히 불로를 같이 추구하는 일이 많다. 불사신(어떠한 상처, 타격, 병, 고통에도 견딜 수 있는 상태)의 유의어. 흔히 불로불사(不老不死), 불로장생(不老長生)라고도 한다.
중국인의 전통적인 생명관의 하나로 여겨져 시황제는 실제로 불로불사의 약을 요구해 오히려 임종을 앞당겼다.. 그 외에도 불로불사를 요구하는 이야기는 후술대로 세계 각지에 있다. 서양에서는 elixir of life(엘릭서)라는 연금술의 영약이 있다.
동서 고금의 현인은 후술대로 불로불사를 요구하는 행위의 어리석음을 지적했다.

## 신화·전승

### 메소포타미아
최고의 불로불사 설화는 메소포타미아의 「길가메시 서사시」다. 이 이야기는 기원전 2000년 무렵에 있었다고 여겨진다.

### 그리스 신화 및 북유럽 신화
그리스 신화에 등장하는 티탄도 불로불사이다. 또 북유럽 신화의 아스도 불로불사이다.

### 인도
「리그베다」에서는, 불사의 음료 「암리타」를 둘러싸고 신과 악마가 싸운다.

### 중국
중국에서는 옛날에는 시황제(기원전 3세기 무렵의 인물)가 불로불사를 요구해 실제로 서복에게 호라이의 나라에 가 선인을 데려 오도록(혹은 영약을 가져오도록) 명했던 것이 「사기」에 기록되어 있다. 물론 그것들을 찾아낼 수 없었던 서복은 시황제의 분노를 무서워해, 그대로 일본에 망명했다고 전설은 말한다.
이 세상으로 강대한 권력을 손에 넣은 시황제는 죽음을 무서워해 불로불사를 손에 넣으려고 부하들에게 생트집을 했다. 시황제에 의해서 불로불사의 약을 만들려고 하는 시도 연단술이 시작되었지만, 무모한 명령을 받은 그들이 만들어 낸 것은 「진사(辰砂)」, 즉 수은 등을 원료로 한 환약이며, 그것을 마신 시황제는 맹독에 의해서 사망했다. 뜨거운 사막을 이동하는 중, 시황제의 시체는 곧바로 썩는 냄새를 발하기 시작했지만, 황제의 죽음을 숨기기 위해서, 황제의 마차의 전후에 썩은 물고기를 실었다든가, 측근이 황제의 시체를 썩은 물고기가 들어간 상자안에 넣었다는 등의 이야기가 남아 있다.
「사기」 외 항에서는 불로불사의 약을 얻을 수 없었던 대신에 「연년익수」의 약의 이름이 등장한다.
그 밖에도 한의 무제의 시대에, 「3000년에 한 번만 여무는 서왕모의 선도를 먹었다」는 동방삭의 전설이 남아 있다. 또, 이백도 백거이도 「불로불사의 약」을 만들려고 노력했다고 전해진다. 오오가타 토오루의 「불로불사」라는 서적에서는 중국에서 선인의 전설이 태어난 상황이나, 그 선인의 수수께끼에 싸인 생활 양식이나 수행의 내용, 또 불로불사의 영약 금단이 어떻게 묘사됐는지가 해설되어 있다.

### 일본
일본의 「다케토리 이야기」에서는 불로불사의 비약이 이야기의 마지막에 등장했다.
「고사기」에는 스이닌 천황이 등장한다. 먹으면 불사가 된다고 여겨지는 토키지쿠노카쿠의 열매(非時香果、즉 귤橘)를 찾기 위해서, 타지마모리를 토코요노쿠니(저승)에 보낸다. 타지마모리는 고난의 끝에 그것을 손에 넣어 열매를 줄에 통한 것과 꼬치에 찌른 것 여덟을 만들어 귀환했지만, 그 때 이미 천황은 죽어 있었다. 반을 태후에 건네주어, 나머지를 이쿠메이리비코의 능묘에 바치니 그대로의 모습으로 숨을 거두었다는 이야기가 기록되고 있다. 여기에는 중국의 신선사상의 영향이 있다고 한다.

## 생물학·의학
생물학적인 견지에서는, 개성이 머무는 개체가 멸망했을 때가 즉 죽음이다. 단세포 생물에게 수명은 존재하지 않고, 세포 분열에 의해서 생명을 연결한다. 그에 비해 다세포 생물은 일정기간에 자손이 되는 개체를 만든다는 방식으로 생명을 연결한다. 다세포 동물은 재생 능력의 한계에 수반해 필연적으로 노화해, 죽음에 이른다(수명). 일단 개체가 노화한 후에 회춘할 수 있는 동물(작은보호탑해파리 등)도 존재하지만 극히 예외적이다. 다만, 다세포 동물의 일부의 세포를 꺼내 배양했을 경우는 이 세포가 불사화하는 경우가 있어, 인간에 있어도 암화한 세포가 불사주로서 배양계속 되고 있는 예가 있다.
현대의 의학에 있어도 노화의 방지는 중요한 과제(수명 연장)지만, 오랜 세월에 걸쳐서 노화를 말리는 것은 아니다. 불로증은 확인되어 있지 않기는 하지만, 16세의 여자
브룩 그린버그에서 갓난아기의 모습인 채 성장이 멈춘 사례가 보고되었다. 다만 그녀가 불로불사의 증례인지는 불명인 채 2013년에 그녀는 죽었다.

## 비판
불로불사가 불가능하다는 것을 알면서, 조금이라도 길게 살고 싶다고 생각하면서 , 매일 하루 하루를 가감으로 취급하는 인간의 삶을, 동서의 현인들은 경고했다. 겐코 법사는 「쓰레즈레구사」 중에서 이하와 같이 적었다.
명리에 개이고, 조용한 틈 없고, 일생을 오게 받아들이는 것이야말로 커녕 되어라— 「쓰레즈레구사」 제38단

인간은 개미와 같이 모이고 동서로 급하게 남북으로 달려…밤이 되면 잠, 아침이 오면 기능을 한다. 무엇을 위해서 그러한 생활을 영위하나. 단지 장수를 바라며 이익을 요구해 그칠 때가 없는 것이다. 그러나 늙음과 죽음은 정말로 빠르게 온다. 그런 상태로 인생에 무슨 즐거움이 있을까. 그런데 헤매는 인간은 그것을 조금도 걱정하지 않는다. 그것은 명리에 빠지고 죽음이라는 인생의 종점이 가까운 것을 생각하려고 하지 않기 때문이다….— 「쓰레즈레구사」 제74단

고대 로마의 사색가 세네카도 「인생의 짧음에 임해서」로 겐코 법사와 같이, 인생은 짧은 것이 아닌데, 인간이 그것을 짧게 해 버리고 있다고 말했다. 그것은 불섭생으로 인생을 짧게 하고 있다는 의미가 아니고, 우리가, 하루 하루를 소중히 살지 않는, 하루 하루를 다 보람있게 쓰지 않는 것을 말하는 것이라고 한다. 세네카는, 매일을 「인생 마지막 하루」와 같이 생각하면서, 내일을 의지하고 오늘을 잃지 않는 것, 마음의 다망으로부터 해방되는 것을 추천한다. 마음이 바쁜 실, 비유 물리적으로는 은퇴하고 별장에 살고 있어도, 마음은 느껴야 할 일을 느끼지 않는다. 세네카는 이것을 「나태한 다망」이라고 불렀다.
또, 마음을 중요하지 않은 일을 향해서 바쁘게 해 버리는 것을 블레즈 파스칼은 「팡세」 등에서 「divertissment 디버티스먼트」라고 불렀다

## 참고 문헌
- 모리모토 테츠로 (2004). 《삶의 방법의 연구》. PHP 연구소. 29-35 페이지쪽. ISBN 9784569661940. 다음 글자 무시됨: ‘ 일본 서적’ (도움말)
- 다다 하지메 (2006). 《한 번 더 배우고 싶은 고사기와 일본 서기》. 니시동사. 106페이지쪽. ISBN 9784791613878. 다음 글자 무시됨: ‘ 일본 서적’ (도움말)
- 키타 야스시리 (2008). 《장의 나라 일본: 직공은 나라의 보물, 나라의 주춧돌》. PHP 연구소. 190-193페이지쪽. ISBN 9784569696836. 다음 글자 무시됨: ‘ 일본 서적’ (도움말)
- 오오가타 토오루 (1992). 《불로불사-선인의 탄생과 신선방법》. 코단샤. ISBN 9784061491083. 다음 글자 무시됨: ‘ 일본 서적’ (도움말)

## 관련 문헌

### 서적
- 야마다 무네키 「백년법」카도카와 서점, 2012년, ISBN 4041101484 (소설. 비록 꿈과 같은 불로의 기술을 손에 넣어도, 실제로는 세대 교대를 재촉해져, 100년 후에는 죽지 않으면 안 된다고 정한 생존 제한법에 의해서, 결국은 죽지 않을 수 없다는 이야기.)
- 카와하라 히데키 (2001). 《독약은 입에 근심 해-중국의 문인과 불로불사》. 다이슈칸 서점. ISBN 446923172X. 다음 글자 무시됨: ‘ 일본 서적’ (도움말)
- 미우라 쿠니오 (2000). 《불로불사라는 욕망-중국인의 꿈과 실천》. 인문 서원. ISBN 4409040464. 다음 글자 무시됨: ‘ 일본 서적’ (도움말)
- 학습연구사 (1992). 《도교의 책-불로불사를 목표로 하는 센도 주술의 세계》. 학습연구사. ISBN 405600031X. 다음 글자 무시됨: ‘ 일본 서적’ (도움말)
- 이시다 유키오 (1992). 《불로불사와 약-약을 요구한 인간의 역사》. 츠키지서관. ISBN 4806723193. 다음 글자 무시됨: ‘ 일본 서적’ (도움말)
- 미츠이 나다츠카사 (2006). 《불로불사의 사이언스》. 신쵸오샤. ISBN 4106101599. 다음 글자 무시됨: ‘ 일본 서적’ (도움말)

### 논문
- 이이다 시즈오 (2001년 3월 31일). “생명과학에서 본 노화와 수명”. 《인간 종합 과학》 (인간 종합 과학 대학): 145–154. NAID 110006284882. 다음 글자 무시됨: ‘ 일본 서적’ (도움말)
- 후지모토 다이자부로우 (1986년 8월 20일). “노화는 어떻게 일어날까”. 《화학 교육》 (사단법인 니혼화섬 학회) 34 (4): 284–287. NAID 110001825187. 다음 글자 무시됨: ‘ 일본 서적’ (도움말)

## 같이 보기
- 불로장생
- 전승·신화
  - 영약
    - 도교 - 연단술(내단술), 선인
    - 중국의 전설- 감로, 태세

  - 군도토시아키왕, 서왕모
    - 일본의 전설- 변와카미즈, 인어의 고기
    - 인도 신화 - 암리타, 소마
    - 북유럽 신화 - 이둔
    - 그리스 신화 - 넥타
    - 연금술 - 현자의 돌, 엘릭서

  - 바나나형 신화
- 생물학·의학
  - 생물학의 영생
  - 노화, 수명 연장
  - 죽음
  - 헬라 세포
  - 작은보호탑해파리
  - 텔로미어, 텔로머레이스
  - 트랜스휴머니즘